# Маковецкий, Стефан
Стефан Леон Маковецкий (пол. Stefan Leon Makowiecki; 23 апреля 1860, с. Михайловка, теперь Дунаевецкого р-на Хмельницкой области — 19 июня 1949, м. Моры) — польский ботаник, естествоиспытатель и садовод-огородник, член-корреспондент Польской АН. Похоронен в Варшаве.

## Научные труды
В 1913 году издает «Список декоративных и некоторых одичавших растений Подольской губернии». В 1927 — «Цветы огородные». В 1936 году в Кракове издают его работу — один из крупнейших польских ботанических словарей «Латинско-польский ботанический словарь». Маковецкий работал над ним в течение 1877-1932 гг. В словаре записано 21 253 народные названия растений. В 1937 году издает «Декоративные деревья и кустарники, подходящие для выращивания в Польше». В 1938 году С. Маковецкий опубликовал статью «Список растений юго-западной части зазбручанского Подолья». В 1948 — «Цветы дома».